# Église du Sacré-Cœur de Saint-Leu
Pour les articles homonymes, voir Église du Sacré-Cœur.
L'église du Sacré-Cœur de Saint-Leu, souvent appelée église des Colimaçons, est une église catholique de l'île de La Réunion, département d'outre-mer français dans le sud-ouest de l'océan Indien. Située sur le C.D. no 12, à Saint-Leu, elle est classée Monument historique depuis le 5 juillet 1996,.

## Histoire
Elle est édifiée en 1860 par le marquis Sosthène de Chateauvieux, qui y est enterré. Faite en pierre volcanique, elle est située sur un promontoire faisant face à l'océan Indien. À la suite de la réfection de 2010, un descendant du marquis, Alban de Chateauvieux, réalise à Marseille soixante vitraux représentant des saints. Ceux-ci sont bénis par Gilbert Aubry le 31 octobre 2015.